# Kolleg St. Benedikt

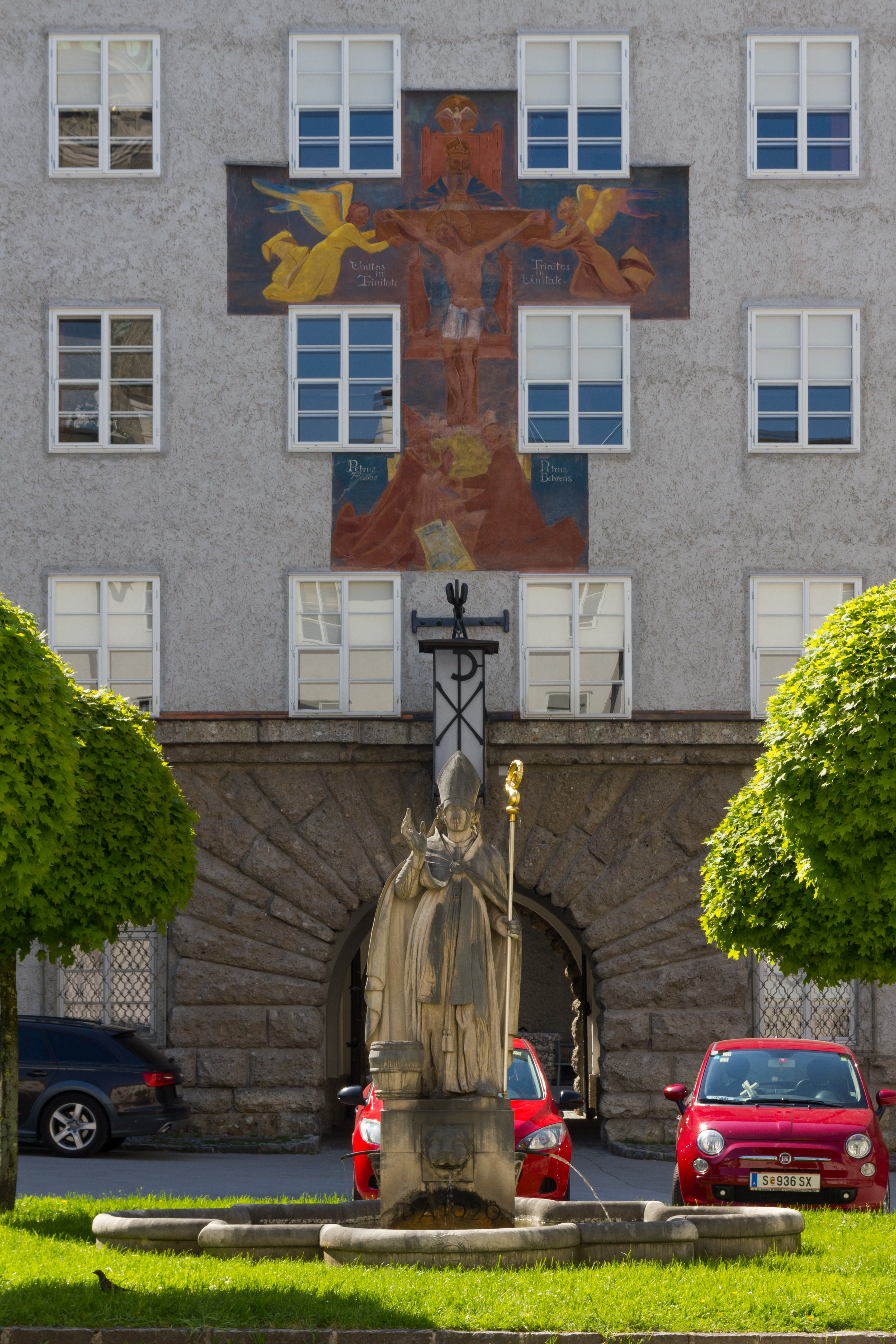
Rupertus-Statue und Kreuz-Wandbild im Innenhof des Kolleg St. Benedikt

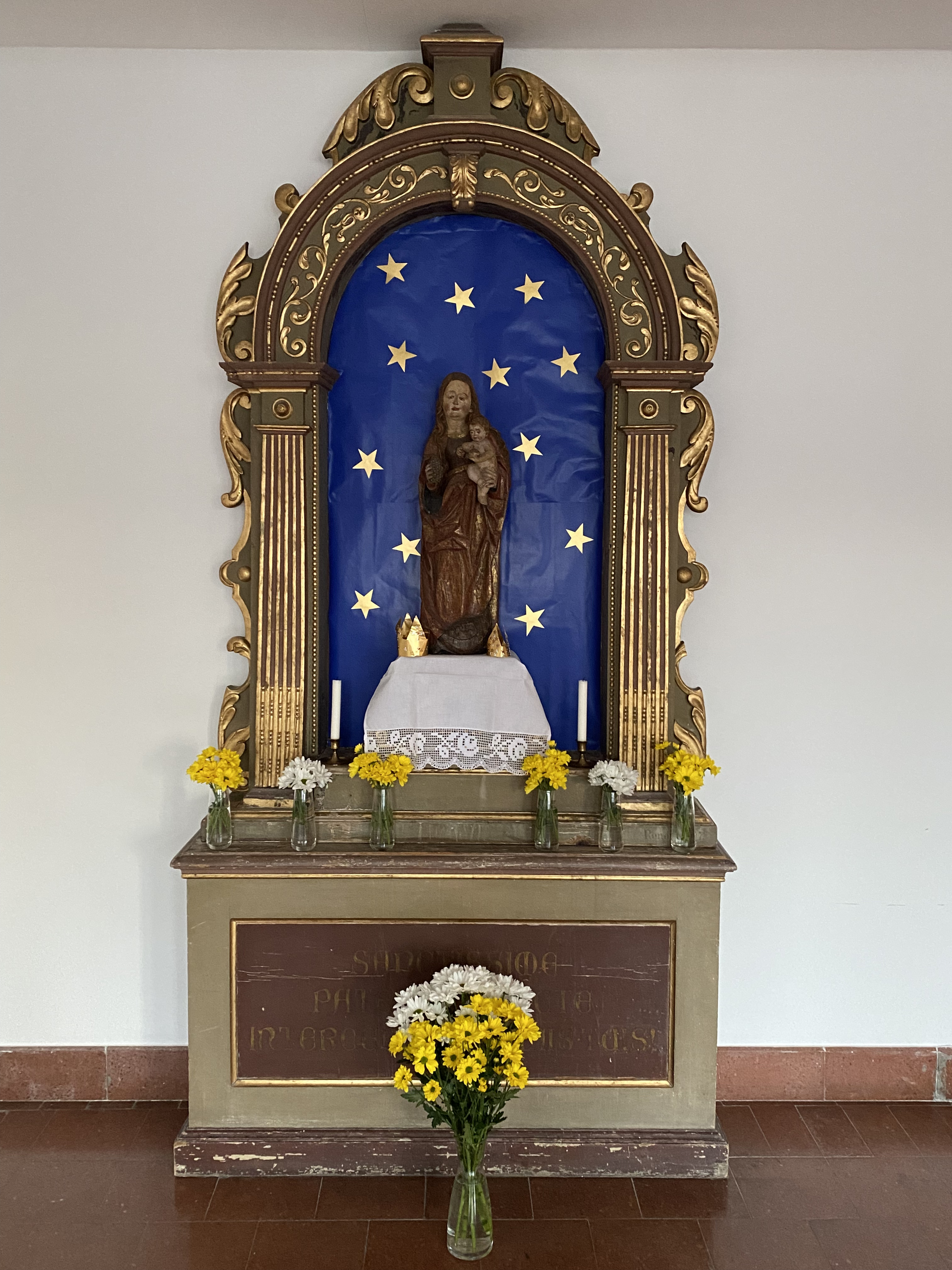
Marienaltar mit gotischer Madonna im 3. Stock des Kollegs

Das Kolleg St. Benedikt in der Salzburger Altstadt ist das Studienhaus der Österreichischen Benediktinerkongregation. Es dient primär österreichischen Benediktinern, aber auch Benediktinern des deutschsprachigen Raumes.

## Geschichte
Das Kolleg wurde im Jahr 1924 von den Äbten der österreichischen, deutschen und schweizerischen Kongregationen als gemeinsames Studienhaus für die Ausbildung der Ordenskleriker gegründet. Die Initiative ging von Abt Petrus Klotz (Stift St. Peter) und Ignaz Seipel (Moraltheologe, später Bundeskanzler) aus. Das Ziel war die Wiederbegründung der Benediktineruniversität in Salzburg. Nachdem die alten Häuser auf dem Grund der Abtei St. Peter abgerissen worden waren, begann man die Pläne des Architekten Peter Behrens umzusetzen; das Haus wurde am 1. Mai 1926 festlich eingeweiht.
1927 wurde das Kloster St. Peter aufgrund der Verdienste um die Errichtung des Kollegs zur Erzabtei erhoben. 1938/39 stieg die Zahl der Studenten auf 69 an und die Unterbringung gestaltete sich immer schwieriger, da nach dem Anschluss Österreichs an das Deutsche Reich die Wehrwirtschaftsstelle München Kollegsräume gegen Miete anforderte. Das Kolleg, aber auch die Fakultät wurden von nationalsozialistischen Behörden aufgehoben, letztere wurde in eine bischöfliche Lehranstalt umgewandelt.
Abtpräses Theodor Springer lud das Kolleg nach Seitenstetten (Bistum St. Pölten) ein, wo der Studienbetrieb in den Räumen des Stiftes mit Lehrkräften aus den Klöstern Seitenstetten, Metten, Scheyern und Admont gewährleistet wurde. Zogen 1939/40 noch 52 Kleriker nach Seitenstetten ein, so verkleinerte sich die Zahl, vor allem durch die Einberufungen zur Wehrmacht dermaßen, dass das niederösterreichische Institut 1941 aufgelassen wurde. 1945 residierten im Salzburger Kollegsgebäude die Landesregierung für Kanzleizwecke, sowie im 1. Stock des Felsentraktes die Sicherheitsdirektion des Landes Salzburg. Durch die Bemühungen der Erzabtei wurden die Räumlichkeiten wieder frei, im Oktober 1948 begann der reguläre Lehrbetrieb im Kolleg.
Am 1. Mai 1951 wurde in Anwesenheit des Abtprimas Bernhard Kälin das 25-jährige Bestehen des Hauses gefeiert. In den folgenden Jahren wurden die Kriegseinbauten vollständig entfernt und am 5. Oktober 1959 feierlich durch Abtpräses Maurus Riha eingeweiht. Im Juli 1961 zog die Sicherheitsdirektion endgültig aus.
In den Jahren 2008 bis 2010 fand eine Generalsanierung statt, durch die Zimmer zusammengelegt und vergrößert wurden.

## Das Gebäude
Das Gebäude des Kollegs wurde in den Jahren 1925/1926 in der Formensprache seines Jahrzehnts errichtet. Der ursprüngliche Entwurf des Salzburger Stadtbaumeisters Franz Wagner wurde durch den auf der Höhe seiner Karriere stehenden Peter Behrens stark überarbeitet. Die Fresken an der Außenseite des Hauses sind von Anton Faistauer und zeigen den Gnadenstuhl der Dreifaltigkeit und das Gnadenbild Maria Plain. Im Foyer hängt ein überlebensgroßes Kruzifix aus Lindenholz des Künstlers Jakob Adlhart. Es erregte 1925, zur Zeit der Entstehung, großes Aufsehen. Die gewaltige Balkendecke zieren Wappen der in der damaligen Salzburger Conföderation zusammengeschlossenen Abteien Deutschlands, der Schweiz und Österreichs, sowie die Wappen und Namenszüge von Förderern.

## Liturgische Veränderungen
In den Jahren nach dem Zweiten Vatikanum wurde im Kolleg experimentiert: 1968 entwarfen die Studenten und Präfekten eine neue Gebetsordnung in deutscher Sprache. Grundsätzlich wurde das Offizium auf vier Gebetszeiten statt sieben verteilt; das Morgengebet wurde mit der Feier der Messe kombiniert. Der Psalter wurde auf zwei Wochen aufgeteilt; nichts wurden gesungen, außer der Sonntagsvesper, die gemeinsam mit dem Konvent von St. Peter in der Stiftskirche gesungen wurde. Im Durchschnitt dauerten die Gebetszeiten im Kolleg: 55 Minuten (Laudes mit Messe), 12 Minuten (Mittagshore), 22 Minuten (Vesper) und 13 Minuten (Komplet). Das Offizium wurde seither öfters umdisponiert.

## Gegenwart
Das Kolleg St. Benedikt dient Ordensleuten aus dem deutschsprachigen Raum und darüber hinaus als Wohn-, Gebets- und Studienhaus. Die Ordensleute studieren vor allem Katholische Fachtheologie und Religionspädagogik an der Paris-Lodron-Universität Salzburg. Als öffentliches Gästehaus wird das im gleichen Haus beheimatete Gästehaus St. Benedikt betrieben, während der vorlesungsfreien Zeit werden auch die Zimmer der Studenten als Gästezimmer herangezogen.
Derzeit (2025) besteht die Gemeinschaft aus zwölf Benediktinern, einem Augustiner-Chorherren, einem Zisterzienser, zwei Laien sowie zwei Professoren und dem Rektor. Rektor ist seit 2021 P. Otto Grillmeier (Abtei Muri-Gries). P. Paulus Koci (Abtei Ettal) war von 2006 bis 2021 Rektor.

## Studenten bzw. Absolventen
1932 bis 1934 fanden die Kleriker der Missionare vom Kostbaren Blut im Kolleg Unterkunft, bis sie am Mayburger-Kai in Salzburg ein eigenes Heim gründeten.
- Maximilian Aichern OSB, Bischof der Diözese Linz und Abt des Stiftes St. Lambrecht
- Erich Kräutler CCPS, Prälat der Territorialprälatur Xingu
- Johannes Perkmann OSB, Abtpräses der Österreichischen Benediktinerkongregation und Abt des Stiftes Michaelbeuern
- Ambros Ebhart OSB, Abt des Stiftes Kremsmünster
- Maximilian Neulinger OSB, Abt des Stiftes Lambach
- Patrick Maria Schöder OSB, Abt des Stiftes Göttweig
- Thomas Hessler OSB, Prior des Klosters Gut Aich
- Markus Grass Can.Reg., Propst des Stiftes Reichersberg
- Petrus Stockinger Can.Reg., Propst des Stiftes Herzogenburg
- Columban Luser OSB, Alt-Abt des Stiftes Göttweig
- Matthäus Nimmervoll OCist, Alt-Abt des Stiftes Lilienfeld
- Johannes Pausch OSB, Gründungsprior des Klosters Gut Aich
- Clemens Lashofer OSB, ehemaliger Abtpräses der Österreichischen Benediktinerkongregation und ehemaliger Abt des Stiftes Göttweig
- Notker Füglister OSB, Benediktinerpater des Klosters Disentis und Alttestamentler
- Ansgar Paus OSB, Benediktinerpater der Abtei Gerleve und Professor für Philosophie
- Stephan Bernhard Haering OSB, Benediktinerpater des Klosters Metten und Professor für Kirchenrecht
- Friedrich Schleinzer OCist, Zisterzienserpater des Stiftes Lilienfeld und Professor für Pastoraltheologie
- Emmanuel Bauer OSB, Benediktinerpater des Stiftes Göttweig und Professor für Philosophie
- Michael Ernst, Professor für die Theologie des Neuen Testaments